# 81 Terpsichore
81 Terpsichore (in italiano 81 Tersicore) è un grande e scuro asteroide della Fascia principale. Ha quasi certamente una composizione carboniosa molto primitiva.
Terpsichore fu scoperto il 30 settembre 1864 da Ernst Wilhelm Tempel, prolifico "cacciatore" di comete dell'osservatorio di Marsiglia (Francia). Venne battezzato così in onore di Tersicore, la musa della danza nella mitologia greca.